# Christuskirche (Zieverich)
Die Christuskirche ist eine evangelische Kirche im Ortsteil Zieverich der Stadt Bergheim. Sie ist eins von drei Kirchengebäuden der Evangelischen Trinitatis-Kirchengemeinde an der Erft  im Kirchenkreis Köln-Nord der Evangelischen Kirche im Rheinland.

## Gemeindegeschichte
Die Kirchengemeinde Zieverich wurde 1903 selbständig. Sie ist also eine junge Gemeinde in der Diaspora des katholischen Niederrheins. Erste evangelische Kirche im damals Jülischen Gebiet war die Gemeinde in Kirchherten mit ihrer einfachen Hauskirche. Ihr erster „Ableger“ war 1853 die Vikariatsgemeinde Kerpen-Bergheim, die aber nicht lange Bestand hatte. Erst die Gründung der Zuckerfabrik von Pfeifer & Langen in Elsdorf brachte hier Zuwachs und führte zur Gründung der Vikariatsgemeinde Elsdorf, die bald darauf in Elsdorf-Bergheim umbenannt wurde. Für diese wurde in Zieverich 1883 ein erstes Bethaus für 50 Personen gebaut, das dann mit Unterstützung der Zuckerfabrikanten Eugen Langen, der 1893 das Grundstück stiftete, 1894/95 durch einen Neuromanischen mit Spendengeldern und Hilfe der Zuckerfabrikanten Valentin Pfeifer und Eugen Langen finanzierten Saalkirchenbau mit 160 Plätzen mit Pfarrhaus des Hamburger Architekten Ernst Paul Dorn ersetzt wurde. Die Kirche war die erste repräsentative evangelische Kirche im Kreis Bergheim. Damals hatte der Gemeindebezirk etwa 200 Mitglieder. Mit den Planungen wurde die Gemeinde selbständig, blieb aber pfarramtlich mit Kirchherten verbunden. Zieverich bekam dann 1903 eine eigene Pfarrstelle und wurde damit völlig selbständig. Zur Gemeinde gehörten noch die Hauptorte Elsdorf, Bedburg, Niederaußem, Fortuna, Quadrath-Ichendorf und Bergheim mit 1938 circa 1000 evangelischen Christen. Diese Kirche wurde am 29. Oktober 1944 durch Bomben fast vollständig zerstört.
Den Neubau verantwortete 1950/51 der Bedburger Architekt Karl Sander, der noch etwa 20 evangelische Kirchen in der Region plante. Einweihung war am 28. Oktober 1951. Nach Statikproblemen erweiterte man 1962/63 die Kirche durch einen Anbau rechts vom Chorraum und den Neubau der Chorwand. Mittlerweile war die Gemeinde gewachsen und die Bezirke Bedburg-Niederaußem mit der Erlöserkirche wurden 1957 und der Petrikirche in Quadrath-Ichendorf 1965 selbständig. Seit 1970 heißt die Kirche Christuskirche. Die Gemeinde hieß seit 1971 Bergheim-Zieverich. Nach dem Bau weiterer Gemeindezentren und Kirchen und der Einrichtung von zwei neuen Pfarrstellen wurde die Gemeinde zum 1. März 1993 in „Evangelische Kirchengemeinde Bergheim-Zieverich-Elsdorf“ umbenannt. Zum 1. Januar 2021 fusionierte die Kirchengemeinde wieder mit der Kirchengemeinde Quadrath-Ichendorf.

## Architektur
Der Neubau erinnert an den Vorgängerbau. So dominiert an der Straßenfront wieder ein Rosettenfenster, auch der Kirchturm steht wieder halb integriert an der linken nordwestlichen Seite des Kirchenschiffes. Er hat eine schiefergedeckte Spitze, die mit einem Kreuz abschließt. Das steile Satteldach hat eine Ziegeldeckung. Die Konstruktion ist im Inneren offen und mit dunklem Holz ausgekleidet. Die gerade Chorwand wird durch ein von der Düsseldorfer Bildhauerin und Glas-Künstlerin Hilde Viering (1898–1981) 1962 gestaltetes die Wand zur Hälfte ausfüllendes Glasfenster mit den Symbolen Kreuz und Friedenstaube dominiert. Die ebenfalls bunten Seitenfenster stammen von der Düsseldorfer Künstlerin Johanna L’Hoest (* 1937). Der Aufgang zur Orgelempore erfolgt durch den seitlichen Turm.

## Ausstattung
Die Kirche hat noch die traditionelle Möblierung mit Kirchenbänken. Altar und Taufbecken sind aus Stein.

## Orgel
2009 konnte die wenig taugliche bisherige Orgel durch ein von der Firma Willi Peter aus Köln generalüberholtes und um ein Register auf 16 erweitertes Instrument aus den 1970er Jahren aus der Werkstätte Detlef Kleuker in Bielefeld ersetzt werden.

## Glocken
Die beiden Glocken der alten Kirche haben den Krieg unversehrt überstanden und fanden wieder ihren Platz im Neubau.